# Dassendorf
Dassendorf là một đô thị thuộc huyện Lauenburg, trong bang Schleswig-Holstein, nước Đức. Đô thị Dassendorf có diện tích 7,95 km², dân số thời điểm 31 tháng 12 năm 2006 là 3079 người.